# Johann Daniel Taube
Pour les articles homonymes, voir Taube.
Johann Daniel Taube (Celle, 4 mars 1725 – Celle, 8 décembre 1799) est un médecin allemand de la cour de Brunswick-Lunebourg.

## Biographie
Il fait ses études à Göttingen sous la direction de Albrecht von Haller et devient médecin en 1747 après une conférence inaugurale intitulée :  « Dissertationem inauguralem medicam de sanguinis ad cerebrum tendentis indole ».
Taube vécut toute sa vie dans sa ville natale où il acquit une grande réputation en tant que praticien et observateur. Il fut distingué par le titre de médecin de la cour d'Angleterre et de Brunswick-Lunebourg. 
On lui doit un essai épidémiologique sur l'ergotisme, appelé acrodynie, qui sévit en Allemagne en 1770 et 1771 : « Geschichte der Kriebelkrankheit, besonders derjenigen, welche in den Jahren 1770 und 1771 in der Zellischen Gegend gewüthet hat »,.

### Liens vers les autres projets
- Acrodynie sur Wiktionnaire